# Anton Joseph von Brentano-Cimaroli

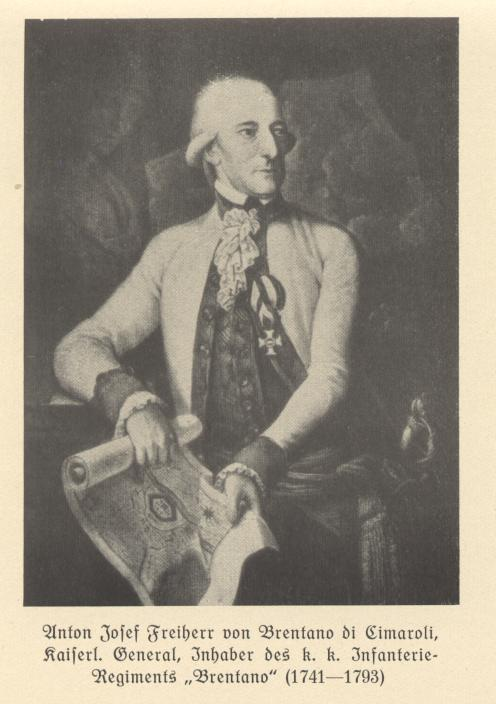

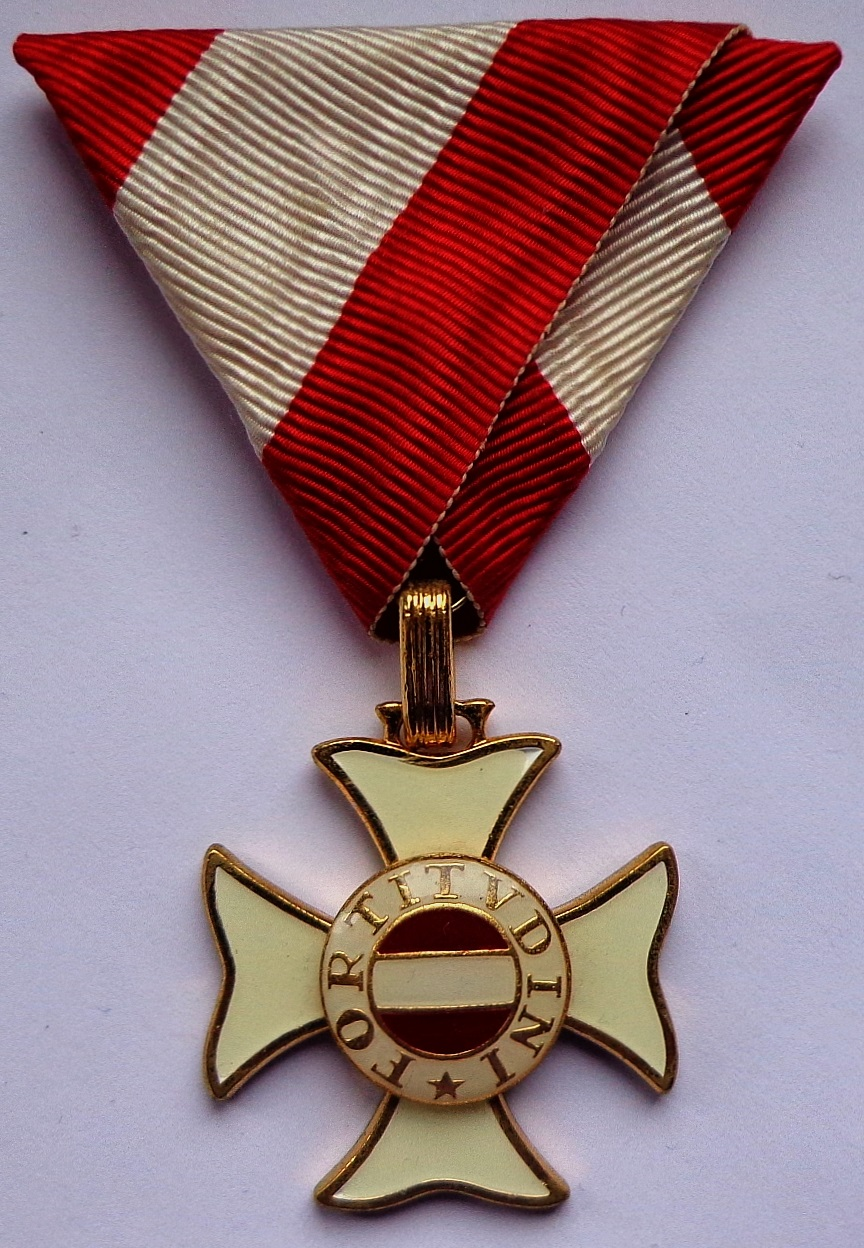
Ritterkreuz des Militär-Maria-Theresien-Ordens

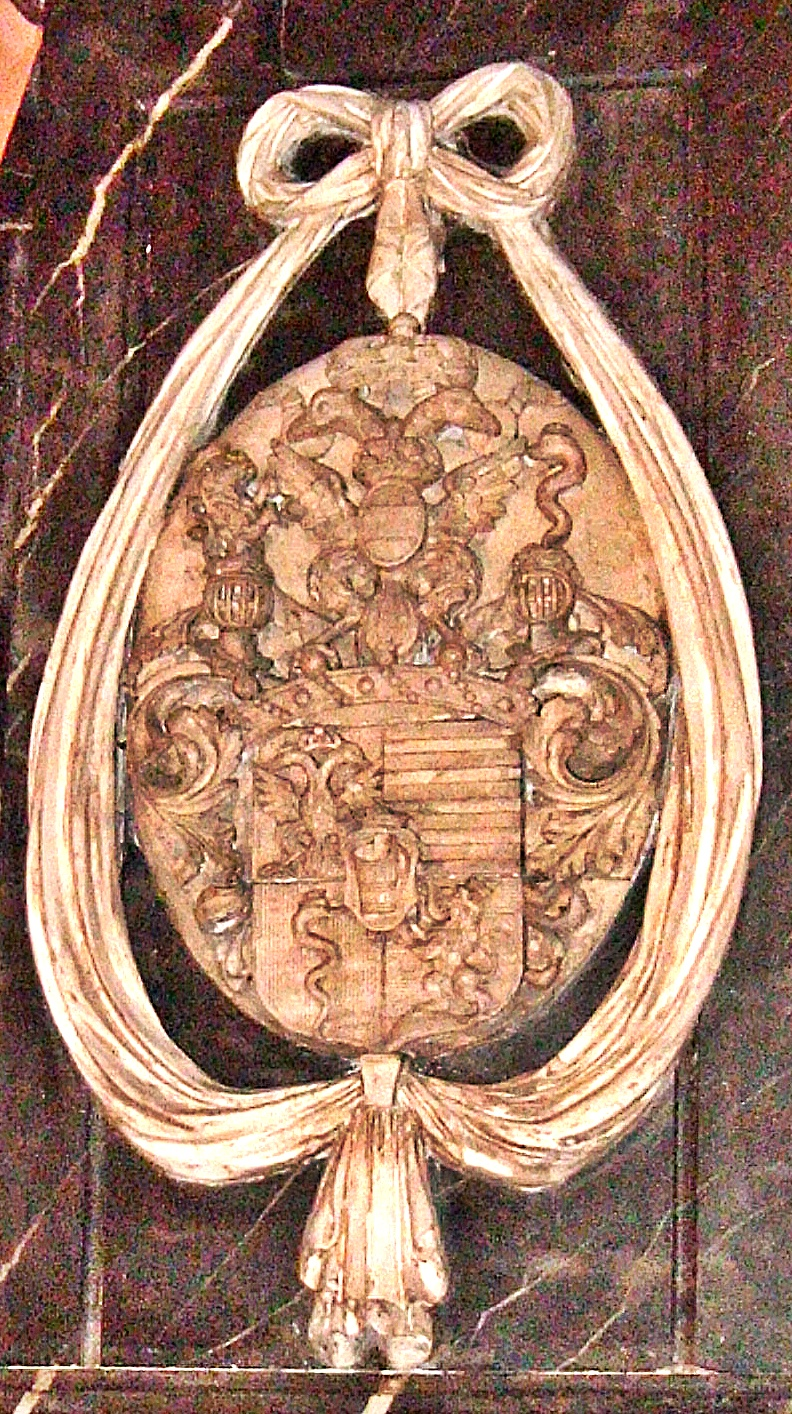
Familienwappen mit dem kaiserlichen Doppeladler, vom Epitaph des Generals

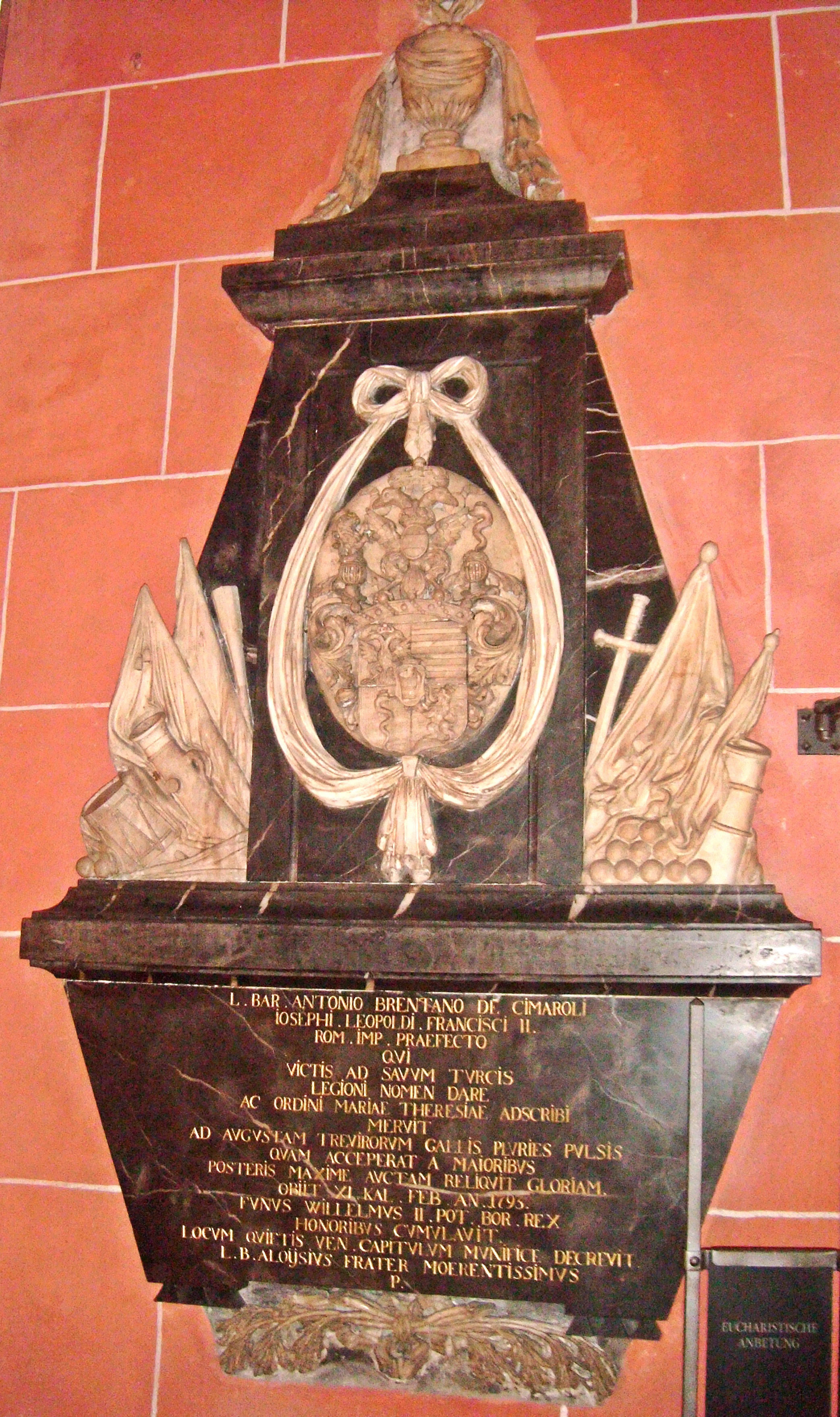
Epitaph im Frankfurter Dom

Anton Joseph Freiherr von Brentano-Cimaroli (* 13. November 1741 in Genua, Italien; † 20. Januar 1793 in Frankfurt am Main) war ein österreichischer Generalmajor und Ritter des Militär-Maria-Theresien-Ordens.

## Leben

### Herkunft
Er wurde geboren als Sohn von Joseph Andreas Brentano-Cimaroli, Mailänder Senator und kaiserlicher Konsul in Genua und Triest. Des Vaters Bruder war der österreichische Feldmarschalleutnant Joseph Anton von Brentano-Cimaroli (1719–1764); deren beider Onkel Carlo Andrea Brentano-Cimaroli, österreichischer Offizier und Veteran der Türkenkriege, welcher für seine Tapferkeit von Kaiser Leopold I. das ungarische Indigenat erhielt und ein Wappen mit dem kaiserlichen Doppeladler verliehen bekam. Letzterer ist der Begründer dieser Linie der weit verzweigten Familie Brentano.

### Lebensgang
Bereits mit 15 Jahren trat Anton Joseph von Brentano in die  Kaiserliche Armee ein. Im Siebenjährigen Krieg erhielt er die Beförderung zum Oberleutnant, im Bayerischen Erbfolgekrieg wurde er Oberst. Beim Gefecht von Dittersbach (Frauenstein) gelang ihm die Gefangennahme 16 feindlicher Offiziere und 400 Mann.
Danach erteilte man Anton Joseph Brentano den Befehl, an der ungarischen Militärgrenze, im Bezirk Varaždin, ein Freikorps aufzubauen, um türkischen Angriffen vorzubeugen. Der Offizier führte seine Truppe persönlich in Wien vor und avancierte daraufhin mit Datum vom 11. Oktober 1785 zum Generalmajor. Außerdem wurde er Brigadier in Karlovac und erhielt den Freiherrentitel.
Im Russisch-Türkischen Krieg kämpfte die österreichische Armee auf russischer Seite. Bei der Eroberung von Dubica zeichnete sich Brentano 1788 durch Tapferkeit aus, indem er beim Sturm auf die Türken, die Truppe zu Fuß anführte, weshalb er die Inhaberschaft des k.k. Infanterie-Regiments Nr. 35 erhielt. Bei der Einnahme von Novi führte Brentano erneut seine Truppe zum Sturm und brach schwerverwundet im Festungsgraben zusammen. Nur notdürftig wieder hergestellt kämpfte er neun Monate später bei Gradiška und Belgrad. Hier hielt er bei der Eroberung eine strategisch wichtige, vorgeschobene Stellung und wurde von Feldmarschall Gideon Ernst von Laudon in seinem Einsatzbericht an Kaiser Joseph II.  namentlich erwähnt, was die Verleihung des Militär-Maria-Theresien-Ordens nach sich zog.
Die bei Novi erlittenen, schweren Verwundungen ließen eine weitere militärische Verwendung Brentanos kaum zu. Als jedoch 1792 der Erste Koalitionskrieg mit dem revolutionären Frankreich ausbrach, meldete sich der General freiwillig zur Truppe zurück. Es wurde ihm die Verteidigung der Stadt Trier übertragen, die er unter Aufbietung seiner letzten körperlichen Kräfte, vom 2. bis zum 19. September 1792, erfolgreich durchführte. Die Franzosen mussten sich nach erbittertem Widerstand der Verteidiger auf Metz zurückziehen. Brentano wurde zum Feldmarschalleutnant vorgeschlagen, konnte jedoch nicht mehr befördert werden. Die alten Wunden aus dem Türkenkrieg waren aufgebrochen und entzündet. In lebensbedrohlichem Zustand brachte man ihn nach Frankfurt ins Haus seines Verwandten Peter Anton Brentano. Hier pflegte ihn dessen Frau Maximiliane von La Roche, er starb jedoch am 20. Januar 1793. Bettina von Brentano war siebenjährig Augenzeugin seines Todes. Die feierliche Beisetzung im Frankfurter Dom fand am 23. Januar statt, Herzog Karl August von Sachsen-Weimar-Eisenach nahm persönlich daran teil. Das Epitaph des Generals ist im Dom erhalten (2012).